# Hispaniolaregngök
Hispaniolaregngök (Coccyzus rufigularis) är en starkt utrotningshotad fågel i familjen gökar som förekommer i Västindien.

## Utseende och läten
Hispaniolaregngöken är en stor (45-50 cm) gök med kraftig och böjd näbb och karakteristiskt rödbrunt på strupe och bröst. Ovansidan är grå med en rödbrun fläck på handpennorna. Stjärten är glansigt svart med breda vita spetsar. Undersidan av stjärten och biken är ockrafärgad. Lätet varierar, men mest igenkänningsbart är ett kraftfull "cua", ofta följt av en accelereande serie: "u-ak-u-ak-ak-ak-ak-ak-ak ak-ak".

## Utbredning och status
Fågeln återfinns enbart på ön Hispaniola. På sistone har den endast hittats i två små områden där dessutom dess levnadsmiljö försämras och jakt pågår. Världspopulationen uppskattas till mellan 300 och 2900 häckande individer. Internationella naturvårdsunionen IUCN kategoriserar arten som starkt hotad.

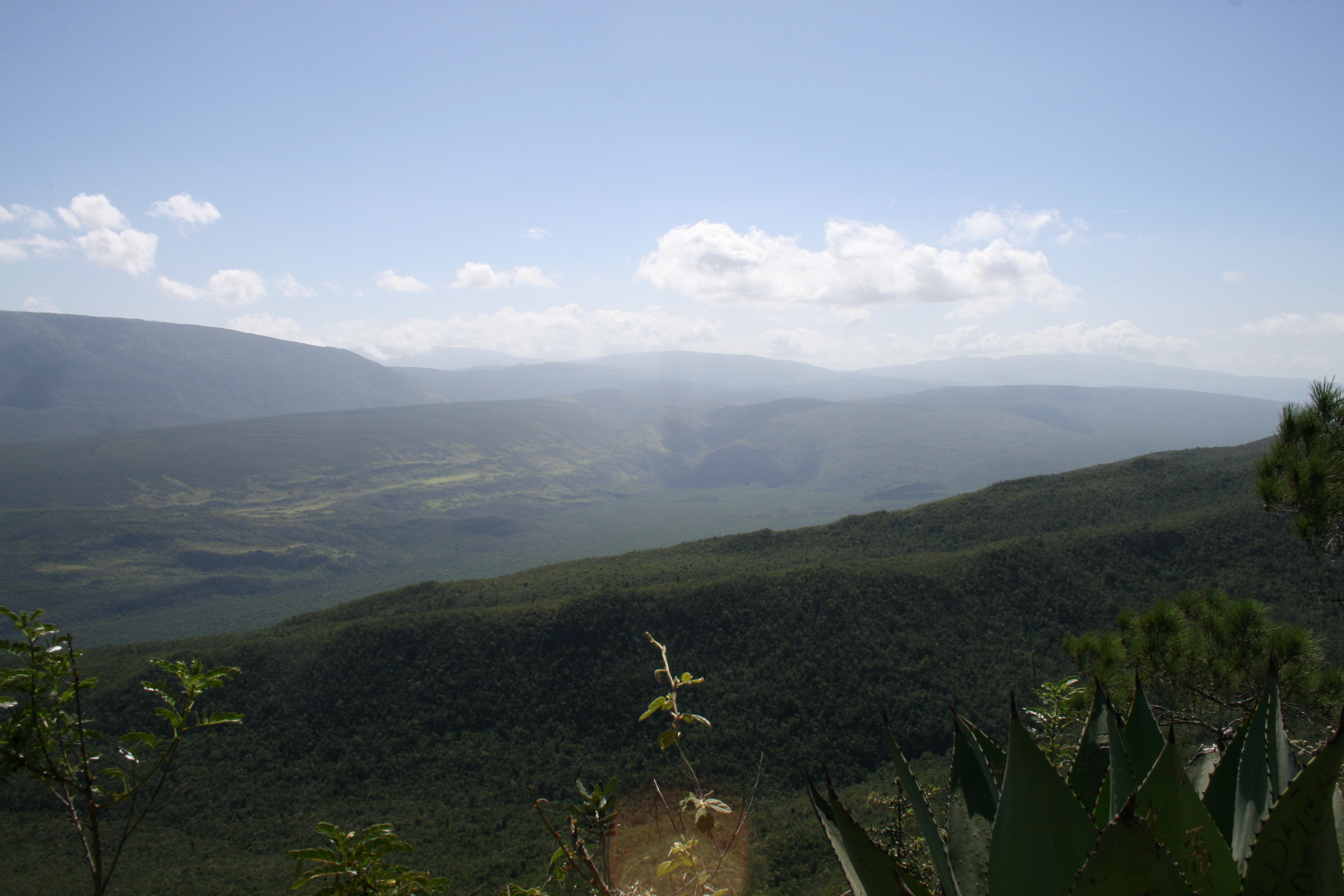
Sierra de Bahoruco National Park är en av bara två kända kvarvarande häckningslokaler för hispaniolaregngöken.